# Thiếc hàn

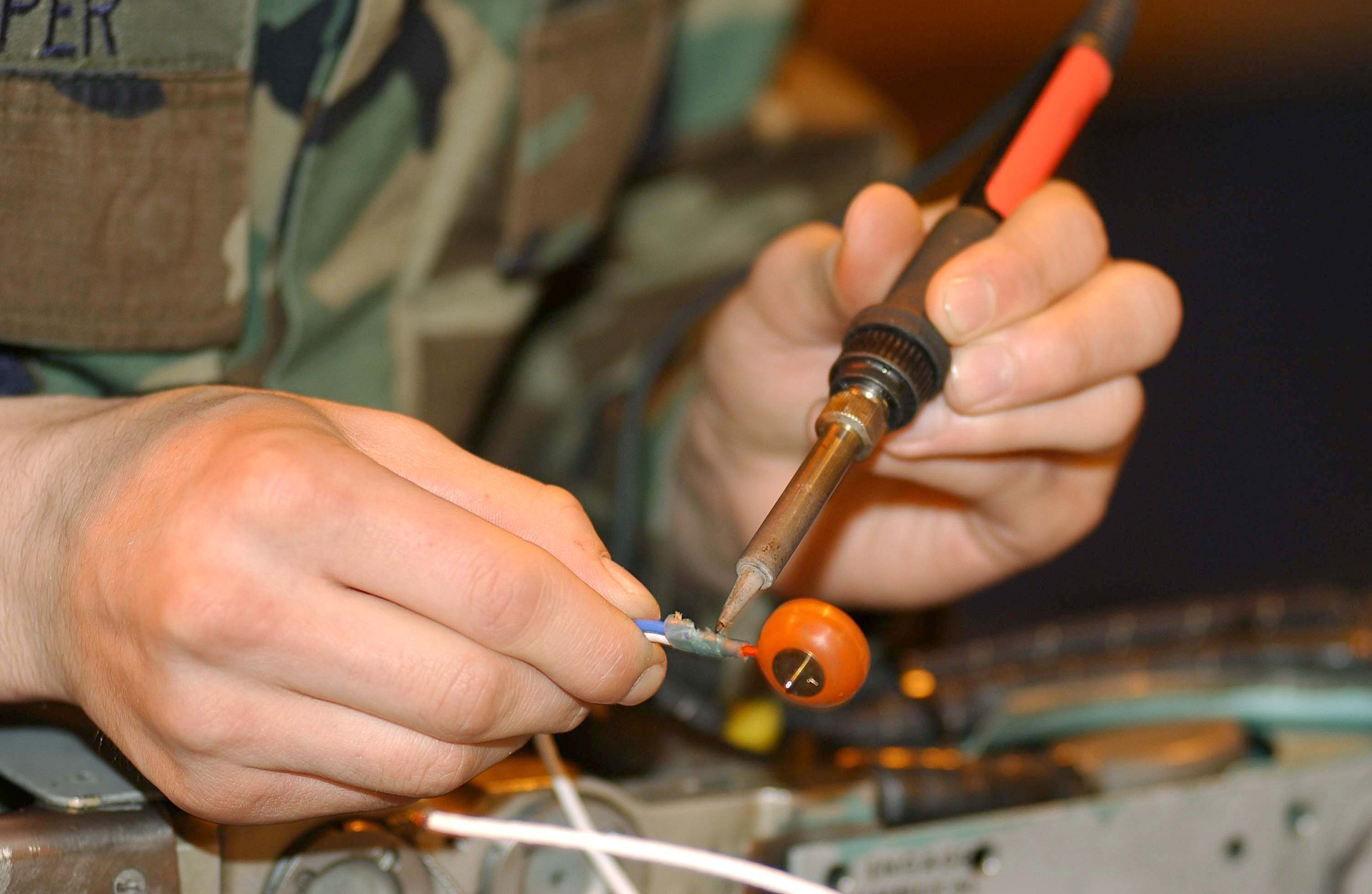
Hàn gắn một chi tiết sắt với đồng

Thiếc hàn là hợp kim có điểm nóng chảy khá thấp, khoảng từ 90 đến 450 °C (200 tới 840 °F), được sử dụng trong việc liên kết bề mặt các kim loại khác nhau. Chúng được ứng dụng trong kỹ thuật điện, điện tử. Thông thường, nhiệt độ nóng chảy của thiếc hàn trong khoảng từ 180 đến 190 °C. Thiếc hàn có thể chứa chì hay chất trợ chảy nhưng trong phần lớn các trường hợp hiện nay thì thiếc hàn không chứa chì.

## Hợp kim hàn chứa chì
Hợp kim hàn thiếc/chì có sẵn ở quy mô thương mại với hàm lượng thiếc nằm trong khoảng 5% tới 70% theo trọng lượng. Hàm lượng thiếc càng cao thì ứng suất căng và ứng suất biến dạng của hợp kim càng lớn. Ở cấp độ bán lẻ có 2 hợp kim phổ biến nhất là 60/40 Sn/Pb và 63/37 Sn/Pb. Tỷ lệ 63/37 là đáng chú ý ở chỗ nó là hỗn hợp eutecti, có nghĩa là:
1. Nó có điểm nóng chảy thấp nhất (183 °C hay 361,4 °F) trong số tất cả các hợp kim thiếc/chì;
2. Điểm nóng chảy thật sự là một điểm — không phải một khoảng

Ở thành phần eutecti, hợp kim hàn lỏng đông đặc lại như là hỗn hợp eutecti, chứa các pha chứa các hạt mịn của chì và thiếc gần như nguyên chất, như có thể thấy qua biểu đồ cân bằng pha thiếc/chì.  Lưu trữ ngày 13 tháng 4 năm 2008 tại Wayback Machine
Trong hàn chì, một tỷ lệ cao hơn của chì được sử dụng. Nó có ưu thế là làm cho hợp kim đông đặc lại chậm hơn, vì thế nó có thể được lau sạch ngoài khớp nối để đảm bảo tính không thấm nước. Mặc dù các ống nước bằng chì đã bị thay thế bằng đồng khi sự quan trọng của ngộ độc chì bắt đầu được đánh giá đúng và đầy đủ hơn, nhưng hợp kim hàn chứa chì vẫn còn được sử dụng cho tới tận thập niên 1980 do người ta cho rằng lượng chì có thể thấm vào nước từ hợp kim hàn là không đáng kể. Tuy nhiên, ngay cả lượng nhỏ chì cũng gây hại cho sức khỏe nên chì trong hợp kim hàn chì đã bị thay thế bằng đồng hay antimon, thường có bổ sung thêm bạc và tỷ lệ của thiếc được tăng lên.